# Julie Ann Jardine
Julie Ann Jardine (geboren am 6. Februar 1926 in Harbin in der Mandschurei; gestorben im November 2012 in Phoenix, Arizona) war eine amerikanische Science-Fiction-Autorin, die zusammen mit ihrem Ehemann Jack Owen Jardine unter dem Gemeinschaftspseudonym Howard L. Cory zwei Romane veröffentlichte.
Sie war die Tochter von Hariton Shohor. Als Tänzerin und Schauspielerin trat sie 30 Jahre lang unter dem  Bühnennamen Corrie Howard auf, von dem auch das Pseudonym Howard L. Cory abgeleitet ist. 1958 heiratete sie in zweiter Ehe Jack Owen Jardine. 1968 wurde die Ehe wieder geschieden. Aus erster Ehe hatte sie eine Tochter.

## Bibliografie
- The Mind Monsters (1966, mit Jack Owen Jardine als Howard L. Cory)
- The Sword of Lankor (1966, mit Jack Owen Jardine als Howard L. Cory)